# Zlatna Horda
Zlatna Horda (Ulus džudži) je srednjovjekovna mongolska država osnovana na širem području središnje Azije i istočne Europe, na sjeverozapadnim teritorijima carstva Džingis-kana († 1227.). Postojala je od 13. do 15. stoljeća.

## Etimologija
Podrijetlo imena države nije u potpunosti razjašnjeno. Mišljenja variraju od toga da se izraz zlatna koristio zbog bogatstva vladara ili njegova zlatnog vladarskog šatora, a riječ horda ("ordu") mogla bi označavati palaču.

## Povijest
Državu Zlatna Horda osnovao je Batu-kan († 1255.), unuk Džingis-kana, na teritoriju ulusa svoga oca Džučija. Poslije očeve smrti, Batu-kan je proširio carstvo vojnim pohodima, tako da se prostiralo na području rijeke Volge, Krima, sjevernog Kavkaza do Bakua i rijeke Sir-Darje u Aziji. Glavni grad je bio Saraj. Premda je vladarski sloj bio mongolski, većinu stanovništva činili su turkijski narodi koji su činili kanove pomoćne vojne čete.
Batu-kan je 1240. godine osvojio Kijev i srušio kijevsku državu te prislio preostale ruske kneževine na potčinjenost i plaćanje danka. Jedino je ruska plemićka republika Novgorod zadržala neovisnost. Godine 1241. Batu-kanovi Mongoli provalili su i u Ugarsku, porazili ugarsku vojsku u bitci na rijeci Šaju i prodrli do mora, ali su ih unutrašnji mongolski sukobi prisilili da se povuku.
Batu-kanov mlađi brat i neizravni nasljednik Berke (1257. – 1266.) prihvatio je islam, te je u savezu s egipatskim mamelucima ratovao od 1262. godine protiv mongolske države Ilkanida. Zlatna Horda je dosegla vrhunac moći u vrijeme kana Uzbeka (1313. – 1341.) kada je prevlast unutar države preuzela turkijska aristokracija.
Slabljenju carstva pridonijela je velika epidemija kuge 1340-ih i osobito, međusobne borbe mongolskih velmoža u razdoblju od 1357. do 1381. godine. Moskovski veliki knez Dimitrije Donski (1359. – 1389.) iz dinastije Rjurikovičia porazio je Mongole na Kulikovom polju 1380. godine. Mongolske velmože su se ponovo okupile te su pod vodstvom kana Tohtamiša († 1405.) napale i spalile Moskvu 1382., ali su se zbog zime i snijega morali povući na jug.
Godine 1395. Tatari pod vodstvom Timurlenka napali su i opljačkali Zlatnu Hordu, od čega se ona nikada nije oporavila. Poslije Tohtamišove smrti 1405. godine, započele su stalne borbe oko središnje vlasti. Iz Zlatne Horde se 1437. izdvaja Krimski Kanat, 1449. stvoren je samostalni Kazanski Kanat, a 1466. Astrahanski Kanat. Zadnji pokušaj kana Ahmeda (1459. – 1481.) da ujedini Mongole završio je neuspješno.
Mongoli su 1480. pokušali na rijeci Ugri napasti Ruse, no mjesecima se ni jedna vojska nije usuđivala napasti drugu. Na kraju su se Mongoli povukli s bojnog polja, a ova godina se računa kao prekretnica u oslobođenju Rusije od mongolske vlasti. Zlatna Horda je konačno propala 1502. godine, kada je njene posljednje dijelove osvojio Krimski Kanat.